# انتخابات الرئاسة الإثيوبية 2007
انتخابات الرئاسة الإثيوبية 2007 هي الانتخابات الرئاسية التي جرت في 9 أكتوبر 2007، في إثيوبيا، لانتخاب رئيس إثيوبيا، فاز بالانتخابات غيرما ولد غيورغيس.